# 蒙特羅斯鎮區 (北達科他州卡弗利爾縣)
蒙特羅斯鎮區（英語：Montrose Township）是位於美國北達科他州卡弗利爾縣的一個鎮區。

## 地方資料
蒙特羅斯鎮區的面積為91.46平方千米，當中陸地面積為91.33平方千米，而水域面積為0.13平方千米。根據2020年美國人口普查的數據，當地共有人口34人，而人口密度為每平方千米0.37人。